# Hans-Peter Ferner
Hans-Peter Ferner (Neuburg an der Donau, 6 giugno 1956) è un ex mezzofondista tedesco.

## Palmarès

### Europei
- 1 medaglia:
  - 1 oro (Atene 1982 negli 800 metri piani)